# Bassania frontina
Bassania frontina är en fjärilsart som beskrevs av Louis Beethoven Prout. Bassania frontina ingår i släktet Bassania och familjen mätare. Inga underarter finns listade i Catalogue of Life.